# Kategoria e Dytë
La Kategoria e Dytë es el tercer nivel del fútbol en Albania. Solía ser el segundo nivel hasta 2003. 

## Equipos de la temporada 2023-24

### Grupo A
| Equipo           | Ciudad       |
| ---------------- | ------------ |
| Adriatiku        | Durrës       |
| Albanët          | Tirana       |
| Besëlidhja Lezhë | Lezhë        |
| Gramshi          | Gramsh       |
| Iliria           | Fushë-Krujë  |
| Murlani          | Vau i Dejës  |
| Naftëtari        | Kuçovë       |
| Shënkolli        | Shënkoll     |
| Sopoti           | Librazhd     |
| Tërbuni Pukë     | Pukë         |
| Valbona          | Bajram Curri |
| Veleçiku         | Koplik       |

Fuente:

### Grupo B
| Equipo    | Ciudad      |
| --------- | ----------- |
| Butrinti  | Sarandë     |
| Delvina   | Delvina     |
| Devolli   | Bilisht     |
| Këlcyra   | Këlcyrë     |
| Labëria   | Vlorë       |
| Luftëtari | Gjirokastra |
| Maliqi    | Maliq       |
| Oriku     | Orikum      |
| Pogradeci | Pogradec    |
| Shkumbini | Peqin       |
| Turbina   | Cërrik      |

Fuente:

## Sistema de competición
La Kategoria e Dytë tiene dos grupos, A y B, que se dividen geográficamente. El grupo A contiene doce equipos, mientras que el B cuenta con once. El sistema del campeonato está definido a través de enfrentamientos entre todos los clubes del mismo grupo en partidos de ida y vuelta. Los ganadores de cada grupo ascienden automáticamente a la Kategoria e Parë, mientras que los ubicados entre los puestos 2 y 5 se clasifican a los play-offs de ascenso/descenso contra equipos de la Kategoria e Parë. También se juega una final para definir al campeón de la temporada. Los equipos que finalicen en el último lugar de cada grupo descienden a la Kategoria e Tretë, mientras que los penúltimos disputan un play-off de ascenso/descenso contra equipos de dicha categoría.

## Historial
| Temporada | Campeón                                      |
| --------- | -------------------------------------------- |
| 1960      | Ylli i Kuq Pogradec                          |
| 1961      | Butrinti Sarandë                             |
| 1962      | Erzeni Shijak                                |
| 1962-63   | Punëtori Patos                               |
| 1963-64   | Tërbuni Pukë                                 |
| 1964-65   | Punëtori Patos                               |
| 1965-66   | Tërbuni Pukë                                 |
| 1966-67   | Përparimi Kukës                              |
| 1968      | 22 Tetori Poliçan                            |
| 1969-73   | No se disputó                                |
| 1973-74   | 24 Maji                                      |
| 1974-75   | Vetëtima Himarë                              |
| 1975-76   | Minatori Rrëshen                             |
| 1976-77   | Korabi Peshkopi                              |
| 1977-78   | Korabi Peshkopi                              |
| 1978-79   | Shkumbini Peqin                              |
| 1979-80   | Butrinti Sarandë                             |
| 1980-81   | Erzeni Shijak                                |
| 1981-82   | Përparimi Kukës                              |
| 1982-83   | Korabi Peshkopi                              |
| 1983-84   | Sopoti Librazhd                              |
| 1984-85   | Ylli i Kuq Pogradec                          |
| 1985-86   | Ballsh i Ri                                  |
| 1986-87   | Veleçiku Koplik Dajti Kamëz Bistrica Delvinë |
| 1987-88   | Turbina Cërrik                               |
| 1988-89   | 21 Shkurti Selenicë                          |
| 1989-91   | No se disputó                                |
| 1991-92   | KF Rubiku                                    |
| 1992-95   | No se disputó                                |
| 1995-96   | Porto Shëngjin                               |
| 1996-97   | No se disputó                                |
| 1997-98   | Everest Kamza                                |
| 1998-99   | Ilir Viking Tiranë                           |
| 1999-00   | KF Këlcyra                                   |
| 2000-01   | Veleçiku Koplik                              |
| 2001-02   | Albania Fushë Kuqe                           |
| 2002-03   | Partizani Tirana B                           |
| 2003-04   | Kastrioti Krujë                              |
| 2004-05   | Turbina Cërrik                               |
| 2005-06   | KS Burreli                                   |
| 2006-07   | Bylis Ballsh                                 |
| 2007-08   | Gramozi Ersekë                               |
| 2008-09   | KF Memaliaj                                  |
| 2009-10   | KF Vlora                                     |
| 2010-11   | FK Kukësi                                    |
| 2011-12   | Tërbuni Pukë                                 |
| 2012-13   | Albpetrol Patos                              |
| 2013-14   | Iliria Fushë-Krujë                           |
| 2014-15   | KF Gramshi                                   |
| 2015-16   | Tomori Berat                                 |
| 2016-17   | FK Egnatia                                   |
| 2017-18   | FK Vora                                      |
| 2018-19   | Tërbuni Pukë                                 |
| 2019-20   | FK Vora                                      |
| 2020-21   | Shkumbini Peqin                              |
| 2021-22   | Flamurtari                                   |
| 2022-23   | FK Vora                                      |